# Нолай
Нолай (ісп. Nolay) — муніципалітет в Іспанії, у складі автономної спільноти Кастилія-і-Леон, у провінції Сорія. Населення — 68 осіб (2010).
Муніципалітет розташований на відстані близько 170 км на північний схід від Мадрида, 27 км на південь від Сорії.

## Демографія
Динаміка населення (INE ):

## Галерея зображень

Розташування муніципалітету Нолай